# Glenea melissa
Glenea melissa é uma espécie de escaravelho da família Cerambycidae. Foi descrita por Francis Polkinghorne Pascoe em 1867.  É conhecida a sua existência na Indonésia.

## Subespecie
- Glenea melissa melissa Pascoe, 1867
- Glenea melissa vanessa Pascoe, 1867